# Мірошниченко Леонтій Трохимович
Леонтій Трохимович Мірошниченко (1895, хутір Косоротова біля міста Маріуполь, тепер Донецької області — серпень 1960, місто Київ) — український радянський діяч, новатор виробництва, майстер листопрокатного цеху № 6, начальник прокатного стану Маріупольського металургійного заводу імені Ілліча. Депутат Верховної Ради СРСР 1-го скликання. Член ЦК КП(б)У в червні 1938 — січні 1949 р.

## Біографія
Народився в родині селянина-бідняка. Освіта початкова.
Трудову діяльність розпочав у чотирнадцятирічному віці, в 1909 році, чорноробом-котлочистом Маріупольського металургійного заводу «Нікополь» («Провіданс»). Потім працював метельником, підручним зварювача, вальцівником на заводі.
З 1921 року — вальцівник першого листопрокатного стану, з 1928 року — майстер листопрокатного цеху № 6, начальник прокатного стану № 1 Маріупольського металургійного заводу імені Ілліча.
Член ВКП(б) з 1930 року.
Стахановець, новатор виробництва. Бригада майстра Мірошниченка, застосувавши змінно-зустрічний план, виконала план останнього кварталу 1930 року на 111%.
У 1950-х роках проживав у Києві, був працівником Управління ринками міста Києва.
Помер у серпні 1960 року.

## Нагороди
- орден Леніна (29.03.1939)